# هيروكو سانو
هيروكو سانو (佐野 弘子) (مواليد 5 فبراير 1983)، هي لاعبة كرة قدم كانت تلعب كلاعب وسط. ولعبت مع منتخب اليابان لكرة القدم للسيدات.